# Ricardo Ojeda Lara
Ricardo Ojeda Lara (* 26. Januar 1993 in El Puerto de Santa María) ist ein spanischer Tennisspieler.

## Karriere

### Frühe Jahre (2008–2017)
Ricardo Ojeda Lara begann mit sechs Jahren Tennis zu spielen. Er trainiert bei Tenisval, einer Tennisakademie in der Nähe von Valencia. Er spielte nicht auf der Junior Tour und fing ab 2008 an Profi-Tennismatches zu bestreiten. Bis 2014 spielte er fast ausnahmslos auf der drittklassigen ITF Future Tour. Dort gelangen ihm erst dann die ersten zwei Titel neben drei weiteren Finalteilnahmen ab 2013. Dadurch stand er Ende der Saison erstmals innerhalb der Top 400 der Weltrangliste. Zudem konnte er in Sevilla sein erstes Match auf der ATP Challenger Tour gewinnen. 2015 konnte er sein Ranking bei einem Titel und drei Finals halten, schaffte es aber weiterhin nicht sich auf der Challenger Tour zu etablieren. Im Doppel gewann Ojeda Lara zwar jedes Jahr von 2012 bis 2017 einen Titel, schaffte es aber nie über die Schwelle der Top 500.
2016 schaffte er einen kleinen Durchbruch, als er sechs Futures gewann und sich bis zum Ende des Jahres damit in die Top 300 vorgearbeitet hat. Gleiches Bild ergab sich Anfang 2017, als er schnell drei Futures gewann und so fortan genug Punkte hatte, um auf der Challenger-Ebene zu spielen. Darüber hinaus konnte er an der Qualifikation der French Open und von Wimbledon teilnehmen, schaffte aber jeweils nicht den Sprung ins Haupttableau. Nachdem der Spanier bereits im August im tschechischen Liberec ein Challenger-Halbfinale erreicht hatte, gelang ihm zwei Wochen später der Titelgewinn in Meerbusch. Im Finale schlug er den Österreicher Andreas Haider-Maurer glatt in zwei Sätzen. Durch die 80 Weltranglistenpunkte schoss er bis Jahresende auf Rang 187 vor.

### Premiere auf der World Tour (2018)
Das Jahr 2018 begann Ojeda Lara mit seiner ersten Qualifikation für ein ATP-World-Tour-Event in Pune, wo er gleich auf Anhieb das Hauptfeld erreichte. Hier behielt er gegen den Weltranglisten-62. Jiří Veselý die Oberhand und schlug im Anschluss auch den Weißrussen Ilja Iwaschka, ehe er gegen den späteren Turniersieger Gilles Simon verlor.

## Erfolge
| Legende (Anzahl der Siege)  |
| Grand Slam                  |
| ATP World Tour Finals       |
| ATP World Tour Masters 1000 |
| ATP World Tour 500          |
| ATP World Tour 250          |
| ATP Challenger Tour (1)     |

### Einzel

#### Turniersiege
| Nr. | Datum           | Turnier   | Belag | Finalgegner           | Ergebnis |
| --- | --------------- | --------- | ----- | --------------------- | -------- |
| 1.  | 20. August 2017 | Meerbusch | Sand  | Andreas Haider-Maurer | 6:4, 6:3 |